# Charles Lamberton
Charles Lamberton (23 de abril de 1876 - 8 de outubro de 1960) foi um paleontólogo francês que viveu e estudou a ilha de Madagascar entre 1911 e 1948 e se especializou nos subfósseis de lêmures recém extintos. Ele fez contribuições significativas para corrigir atribuições errôneas de restos de esqueletos e más interpretações do comportamento do lêmure subfóssil. Suas expedições paleontológicas durante a década de 1930 levaram à descoberta de uma nova espécie de Mesopropithecus, um tipo de lêmure-preguiça. Três espécies - um mamífero e dois répteis - receberam seu nome, embora uma seja agora considerada um sinônimo taxonômico.